# Clavularia inflata
Clavularia inflata is een zachte koraalsoort uit de familie Clavulariidae. De koraalsoort komt uit het geslacht Clavularia. Clavularia inflata werd in 1896 voor het eerst wetenschappelijk beschreven door Schenk. 